# Strażnica KOP „Antonopol”

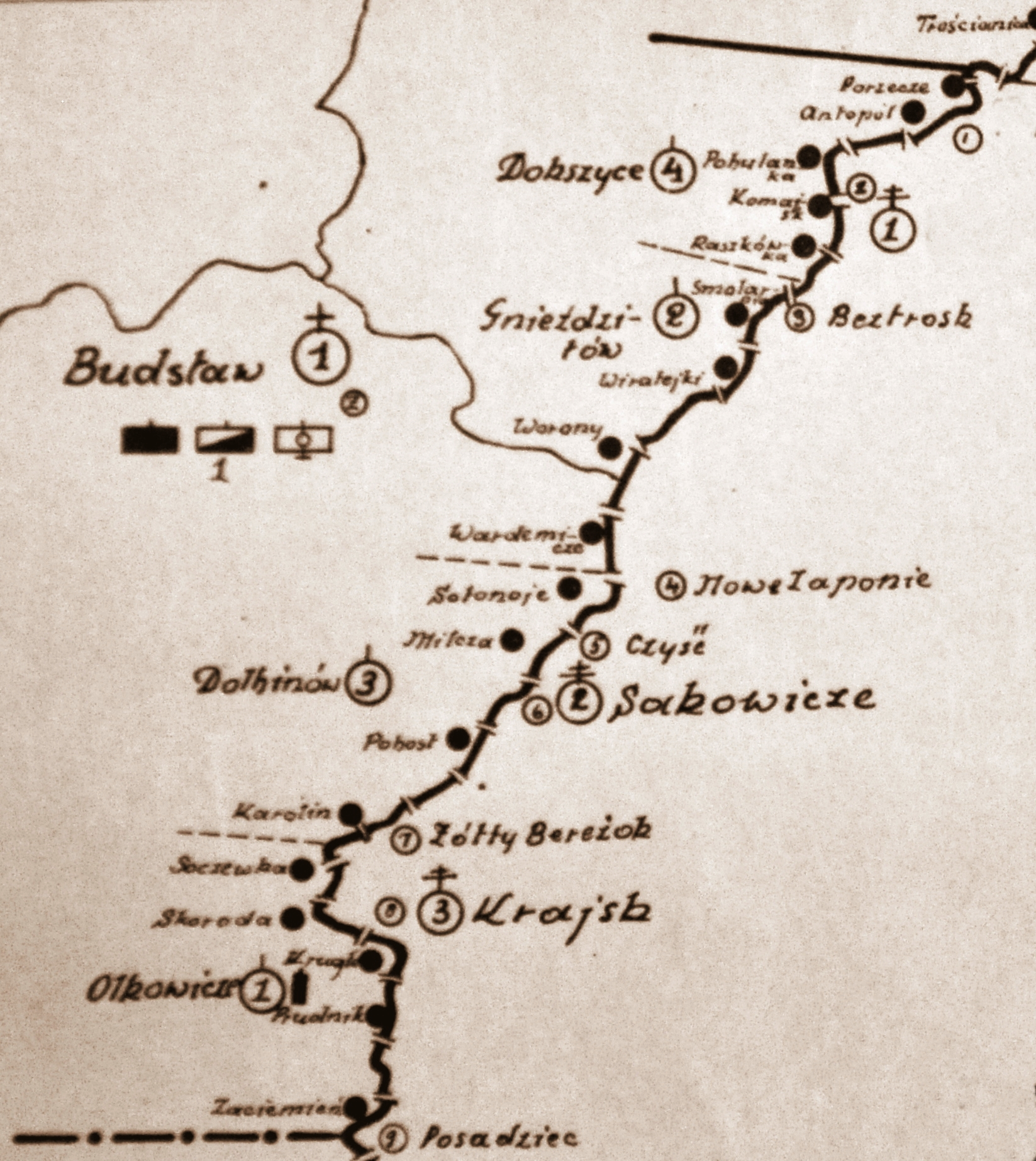
Rozmieszczenie batalionu KOP „Budsław” w 1931

Strażnica KOP „Antonopol” – zasadnicza jednostka organizacyjna Korpusu Ochrony Pogranicza pełniąca służbę ochronną na granicy polsko-sowieckiej.

## Formowanie i zmiany organizacyjne
W 1924, w składzie 3 Brygady Ochrony Pogranicza, został sformowany 1 batalion graniczny. W 1928 w skład batalionu wchodziło 18 strażnic. Strażnica KOP „Antonopol” w latach 1928 – 1939 znajdowała się w strukturze 4 kompanii KOP „Dokszyce”  batalionu KOP „Budsław”. Strażnica liczyła około 18 żołnierzy i rozmieszczona była przy linii granicznej z zadaniem bezpośredniej ochrony granicy państwowej.
W 1932 obsada strażnicy zakwaterowana była w budynku KOP. Strażnicę z macierzystą kompanią łączył trakt długości 14 km i droga polna długości 1 km.

## Służba graniczna
Podstawową jednostką taktyczną Korpusu Ochrony Pogranicza przeznaczoną do pełnienia służby ochronnej był batalion graniczny. Odcinek batalionu dzielił się na pododcinki kompanii, a te z kolei na pododcinki strażnic, które były „zasadniczymi jednostkami pełniącymi służbę ochronną”, w sile półplutonu. Służba ochronna pełniona była systemem zmiennym, polegającym na stałym patrolowaniu strefy nadgranicznej, wystawianiu posterunków alarmowych, obserwacyjnych i kontrolnych stałych, patrolowaniu i organizowaniu zasadzek w miejscach rozpoznanych jako niebezpieczne, kontrolowaniu dokumentów i zatrzymywaniu osób podejrzanych, a także utrzymywaniu ścisłej łączności między oddziałami i władzami administracyjnymi. Strażnice KOP stanowiły pierwszy rzut ugrupowania kordonowego Korpusu Ochrony Pogranicza.
Strażnica KOP „Antonopol” w 1932 ochraniała pododcinek granicy państwowej szerokości 6 kilometrów 430 metrów słupa granicznego nr 307 do 315, a w 1938 pododcinek szerokości 5 kilometrów 261 metrów od słupa granicznego nr 307 do 315.
Sąsiednie strażnice:
- strażnica KOP „Porzecze” ⇔ strażnica KOP „Pohulanka” – 1928[2], 1929[3], 1931[4] , 1932[5], 1934[6], 1938[7]